# Недърленд
Недърленд (на английски: Nederland) е град в окръг Боулдър, щата Колорадо, САЩ. Недърленд е с население от 1337 жители (2006) и обща площ от 4,1 km². Намира се на 2508 m надморска височина. ЗИП кодът му е 80466, а телефонният му код е 303.